# Vining (Iowa)
Vining – miasto w Stanach Zjednoczonych, w stanie Iowa, w hrabstwie Tama. Zgodnie ze spisem statystycznym
z 2000 miasto liczyło 70 mieszkańców.